# Maroc aux Jeux paralympiques d'été de 2012
Le Maroc participe aux Jeux paralympiques d'été de 2012 à Londres. Il s'agit de sa septième participation aux Jeux paralympiques. Le Maroc sera représenté par trente sportifs dont six dames dans quatre disciplines. Parmi elles, l'athlétisme, le volley-ball assis, le levé de poids et le tennis en fauteuils.

## Athlétisme
Hommes
- Tarik Zelzouli
- Abdel Ilah Mame :  dans  le 800 m-T13 en battant son record personnel (1 min 52 s 40)
- Abdel Ali El Kadioui El Idrissi
- Mohamed Ed Dahmani
- El Amin Chentouf
- Rachid Rachad
- Youssef Ouaddali
- Azedinne Nouiri :  dans le lancer du poids-F34 en battant le WR: (13,10 m)
- Hafid Aharak
- Abdel Hadi El Harti
- Ayoub Chaoui
- Mohamed Amguoun :  dans le 400 m-T13 (49.45s)[2]

Femmes
- Najat El Garaa :  dans le lancer de disque-F40 en battant le WR: (32,37 m)/ dans le lancer du poids-F40 et a battu son record personnel (8,62 m)
- Laila El Garaa
- Meryem En Nouhri

## Haltérophilie
Femmes
- Khadija Acem
- Malika Matar
- Fatima Bahji

## Volley-Ball
Hommes
- Abderrahim Aniss
- Karim Essaadi
- Hicham Aziani
- Khalid Chtaibi
- Rachid Abdelouafi
- Hicham El Jamili
- Mohamed Souabi
- Abdelghani El Fitir
- Khalid Dami
- Youness Zaaboul
- Mohammed Qouchairi

## Tennis en fauteuil roulant
Hommes
- Lhaj Boukartacha